# Djamchid Chemirani
Djamchid Chemirâni, né à Téhéran en Iran en 1942, est un musicien iranien. Son grand sens de l'improvisation allié à une technique irréprochable en font un interprète très recherché parmi les percussionnistes.[non neutre]

## Biographie
À l'âge de huit ans Djamchid Chemirani apprend le jeu du tombak avec le maître Hossein Tehrani. Il s'installe à Paris en 1961 et participe activement à la présentation de la musique iranienne, notamment en Sorbonne et lors de nombreux concerts de par le monde avec les plus grands chanteurs (Mohammad Reza Shadjarian, Parissa...) et les plus grands maîtres iraniens (Dariush Talai, Hossein Alizadeh, Hossein Omoumi, Mohammad Mussavi). 
Il contribue de même à la musique médiévale avec René Clemencic et Henri Agnel et à la world music avec Ross Daly et David Hykes. Il a aussi travaillé pour la danse (Ballet de Maurice Béjart) et le théâtre (Le Mahâbhârata de Peter Brook).
Il a deux fils, Keyvan (de) et Bijan Chemirani (de), qui poursuivent l'œuvre de leur père, formant avec celui-ci le Trio Chemirâni. En 2012, ils se produisent ainsi au festival Au fil des voix.
Plus récemment, sa fille, Maryam Chemirâni les a rejoints pour former l'Ensemble Chemirâni.
Il a enseigné l'instrument à beaucoup d'élèves français : Jean-Pierre Drouet (percussionniste de référence pour la musique contemporaine en Europe), Bruno Caillat (qui reprit la classe de Djamchid Chemirani), François Bedel, Pablo Cueco,  Pierre Rigopoulos, Christian Perraudin…

## Discographie
- Musique persane avec Mahmoud Tabrizi-Zadeh, (Al Sur / Media 7)
- Cantigas de Santa Maria avec René Clemencic (1976)
- Les Maîtres du zarb, (1977) (Etnic Audivis), Choc de la musique
- Radif Tradition musicale de l'Iran avec Majid Kiani, (1977)
- Musique iranienne avec Majid Kiani et Darioush Tala'i, (1980)
- Le Mahabaharata, (1980) BOF (Real World)
- Let the Lover Be avec David Hykes, (1995)
- An-Ki avec Ross Daly, (1996) (Oriente Musik)
- Zarb Duo Et Solo avec Keyvan Chemirâni (1997)
- Estampies italiennes du XIVe siècle avec Henri Agnel, (1998) Al Sur
- Tchechmeh avec Bijan et Keyvan Chemirâni (Trio Chemirâni) (2004) (émouvance)
- Istampitta - Danses florentine du Trecento avec Henri Agnel, (2007) Alpha
- Tradition classique de l’Iran (Vol II) : Le tar et le zarb avec D. Tala’i / D. Chemirani (Harmonia Mundi)
- Tambours de la terre II avec D. & K. Chemirani (Saga / Auvidis)
- Trio Chemirani Invite (accords croisés) 2011 (featuring : Ballaké SISSOKO : kora  /  Omar SOSA : piano / Renaud GARCIA-FONS : contrebasse / Ross DALY : lyra, rebab / Sylvain LUC : guitare acoustique / Titi ROBIN : bouzouki)